# Apeiron (filozofia)
Apeiron (ἄπειρον) to greckie słowo oznaczające „(to, co jest) nieograniczone”, „bezgraniczne”, „nieskończone” lub „nieokreślone”, od ἀ- a-, „bez” i πεῖραρ peirar, „koniec, limit”, „granica”, (w jońskim dialekcie greki πέρας peras – „koniec, limit, granica”). Spokrewnione z perskim piramon, „granica, obwód, otoczenie”.

## Apeiron jako początek
Apeiron jest centralnym punktem kosmologicznej teorii stworzonej przez Anaksymandra, przedsokratejskiego greckiego filozofa żyjącego w VI wieku przed Chrystusem, którego większość prac nie zachowała się do dziś. Z kilku istniejących fragmentów dowiadujemy się, że wierzył on, iż początkowa lub ostateczna rzeczywistość (arché) jest wieczna i nieskończona oraz bezgraniczna, nie podlegając starości ani zepsuciu, będąc nieustannie źródłem wszystkiego tego, co możemy dostrzec. Apeiron wytworzył przeciwieństwa – gorący-zimny, mokry-suchy itp. - które spowodowały wyłonienie się świata. Wszystko jest generowane z apeironu, by następnie być zniszczonym przez powrót do owego apeironu, wedle „potrzeb” (miary). Anaksymander wierzył, że nieskończone światy są generowane przez apeiron, a następnie ponownie w nim niszczone.
Jego idee inspirowane były tradycją greckiej mitologii i poglądami jego nauczyciela, Talesa z Miletu (VII-VI w. p.n.e.). Poszukując jakiejś uniwersalnej zasady, Anaksymander zachował tradycyjne założenie istnienia kosmicznego porządku i starał się wyjaśnić go racjonalnie, używając starego mitologicznego języka, który przypisywał boską kontrolę do różnych sfer rzeczywistości. Ten język był bardziej odpowiedni dla społeczeństwa, które wszędzie potrafiło dostrzec bogów; dlatego właśnie pierwsze przebłyski praw natury zostały wyprowadzone właśnie z boskich praw. Grecy wierzyli, że zasady wszechświata można również stosować do ludzkich społeczeństw. Słowo nomos (prawo) mogło pierwotnie oznaczać prawo naturalne i być użyte później w znaczeniu prawa stworzonego przez człowieka.
Filozofia grecka charakteryzowała się wysokim poziomem abstrakcji. Zaadaptowała ona apeiron jako źródło wszystkich rzeczy, ponieważ był on czymś nieskończonym. Jest to kolejna już przemiana w filozofii greckiej: uprzednio istniejące myślenie mityczne przekształciło się w myślenie racjonalne, które jest też główną cechą okresu archaicznego (VIII-VI w. p.n.e.). To przesunięcie jest powiązane z nowymi okolicznościami politycznymi istniejącymi w greckich miastach-państwach w VI w. p.n.e.

## Źródła
W mitycznej kosmogonii greckiej Hezjoda (VIII-VII w. p.n.e.) pierwszym, pierwotnym bóstwem jest Chaos, który jest interpretowany jako pustka lub brak. Chaos jest opisywany jako przepaść („pęknięcie”) – albo pomiędzy Tartarem a powierzchnią Ziemi (w interpretacji Millera), albo pomiędzy powierzchnią ziemi a niebem (w interpretacji Cornforda). Chaos można również nazwać otchłanią (nie posiadającą żadnego dna).
W odróżnieniu od Anaksymandra, grecki filozof Tales z Miletu za początek lub pierwszą zasadę uważał wodę. Ferekydes z Syros (VI w. p.n.e.) prawdopodobnie również interpretował Chaos jako wodę ale nie umieszczał jej na samym początku istnienia. W jego kosmogonii na początku były tylko trzy boskie zasady: Zas (Ζάς, Zeus), Chthonie (Χθονίη, Ziemia) oraz Chronos (Χρόνος, Czas).
W opowieściach o stworzeniu pochodzących z Bliskiego Wschodu pierwotny świat jest opisywany jako bezkształtny i pusty. Jedyną istniejącą rzeczą przed stworzeniem była wodna otchłań. Babilońska kosmologia Enum Elish opisuje najwcześniejszy etap istnienia Wszechświata jako wodny chaos, co sugeruje podobieństwo do opisu z Księgi Rodzaju. Z kolei w kosmologii hinduskiej, jak również w podobnej do niej kosmologii wedyjskiej (Hiranyagarbha) początkowym stanem Wszechświata jest absolutna ciemność.
Hezjod uciekł się do abstrakcji, ponieważ jego chaos stanowił pustkę, coś całkowicie nieokreślonego. W jego opinii prazasada powinna być nieskończona i nieokreślona. Nieskończoność jest traktowana jako coś przestrzennego według wczesnych autorów, m.in. przez Homera (nieskończone morze). Ksenofanes (VI w. p.n.e.) tak pisał o przejściu z chaosu do apeironu: „Wyższa granica ziemi jest na powietrzu. Dolna granica sięga w dół do nieskończoności (tj. do Apeironu)”. Apeiron albo oznaczał „przestrzenną nieokreśloność” i był tym samym nieokreślony z natury, albo Anaksymander miał na myśli w pierwszym rzędzie „to, co jest z natury nieokreślone”, ale również zakładał, że to „coś” jest nieskończone pod względem rozciągłości i czasu trwania. Na jego idee mogła wpłynąć myśl Pitagorejczyków:
ponieważ jasno oni [Pitagorejczycy] twierdzą, że gdy jedno zostało zbudowane, czy to z płaszczyzn, czy powierzchni, niesienia lub innych elementów, których nie potrafią nazwać, natychmiast najbliższa część nieskończoności zaczęła zwijać się i ograniczać granicami.
Grecka filozofia wstąpiła na wyższy poziom abstrakcji, tworząc z apeironu zasadę wszechrzeczy. Niektórzy naukowcy ujrzeli odstęp pomiędzy istniejącym mitycznym a nowym racjonalnym sposobem myślenia (racjonalizm). Ale możemy zauważyć, że nie było nagłego przeskoku w stosunku do uprzedniej myśli. Podstawowe elementy natury - woda, powietrze, ogień, ziemia - które były uważane przez pierwszych greckich filozofów za tworzywo świata, reprezentują w istocie mityczne pierwotne moce. Konflikt tych mocy z kolei, według greckiej kosmogonii (Hezjod) tworzy kosmiczną harmonię. Anaksymander zauważa naprzemienne zmiany pomiędzy tymi elementami, stąd też wybiera coś różnego (z natury nieokreślonego), co mogłoby być źródłem istnienia wszystkiego innego, bez doświadczania rozkładu samemu.
Istnieje również fragment przypisywany nauczycielowi Anaksymandra, Talesowi: „Co jest boskim? Co nie ma ani początku, ani końca?” To pytanie prawdopodobnie powiodło jego ucznia do jego poglądów na temat apeironu, ponieważ boskość, która jest jego atrybutem, implikuje jego odwieczne istnienie. Wzmianka o nieskończoności w płaszczyźnie czasu była znana greckim myślicielom z zamierzchłej przeszłości - posiadali oni religijną ideę nieśmiertelności, a sam opis apeironu autorstwa Anaksymandra tej koncepcji odpowiadał. To arche jest zwane „odwiecznym i nie starzejącym się” (Hippolit I,6,I;DK B2).

## Stworzenie świata
Apeiron zasadniczo był rozumiany jako pewnego rodzaju pierwotny chaos. Działał on jako substrat podtrzymujący przeciwieństwa takie jak ciepło i zimno, wilgoć i suchość, jak również kierował ruchem rzeczy przez co powstała wielość kształtów i różnic, które są obecne w świecie. Z nieokreślonej i niemającej granic całości powstała centralna masa - Ziemia - miała ona mieć kształt walca. Kula ognia otaczała powietrze wokół Ziemi i pierwotnie przylegała do niego jak kora do drzewa. Gdy pękła, powstało słońce, księżyc i gwiazdy. Pierwsze zwierzęta miały swój początek w wodzie. Gdy wyszły na ląd, zostały przemienione działaniem słońca. Rodzaj ludzki rozwinął się z jakiegoś innego zwierzęcia, pierwotnie podobnego do ryby. Świecące ciała niebieskie, które oderwały się od zimnej ziemi i wody były przejściowo uważane za bóstwa świata, gromadzące się wokół ziemi, będącej dla starożytnych myślicieli głównym punktem odniesienia.

## Interpretacje
W komentarzu Symplicjusza z Cylicji do Fizyki Arystotelesa następujący fragment jest przypisywany bezpośrednio Anaksymandrowi:
A to, co jest początkiem istniejących rzeczy, to też z konieczności stanie się ich zgubą. Ponoszą bowiem nawzajem karę sprawiedliwą za niesprawiedliwość swoją w porządku czasu. (tłum. K. Leśniak)
Ten fragment bywa interpretowany - i tłumaczony - na różne sposoby. Symplicjusz twierdzi, że Anaksymander zauważa wzajemne zmiany pomiędzy czterema żywiołami (ziemią, powietrzem, wodą, ogniem), stąd też nie wybiera on jednego z nich jako początku ale czegoś innego, co wytwarza przeciwieństwa, samemu nie podlegając rozpadowi. Wspomina on również, że Anaksymander mówi to wszystko w terminach poetyckich, a więc że używa dawnego, mitycznego języka. Bogini Sprawiedliwość (Dike) występuje aby utrzymać porządek. Zacytowane słowa są tu bliskie pierwotnemu znaczeniu odpowiednich wyrazów greckich. Słowo dike (sprawiedliwość) prawdopodobnie wywodzi się z określenia granic ziemi i metaforycznie oznacza, że osoba musi pozostać w swojej własnej sferze, szanując sferę swojego sąsiada. Słowo adikia (niesprawiedliwość) oznacza, że ktoś działał poza granicami swojej sfery, podjął działanie, które mogło zakłócić „prawo i porządek” (eunomia). W Odysei Homera eunomia jest przeciwstawiana hybris (pysze). Pycha była traktowana jako coś bardzo niebezpiecznego ponieważ może zagrażać równowadze i prowadzić do politycznej niestabilności a ostatecznie do zniszczenia miasta-państwa.
Aecjusz (I w. p.n.e.) przekazuje odmienny cytat:
Wszystko pochodzi z apeironu i z niego też wywodzi się tego zniszczenie. Nieskończone światy są wytwarzane i niszczone przezeń. I mówi on (Anaksymander) dlaczego tym jest  właśnie apeiron. Ponieważ tylko wówczas początek i rozkład nigdy nie ustaną.
Dlatego też wydaje się, że Anaksymander wypowiadał się na temat apeironu. Jest to również zauważone przez Arystotelesa:
Przekonanie że jest coś takiego jak apeiron wynika z koncepcji że tylko wtedy początek i rozkład nigdy nie ustaną, kiedy tym, skąd pochodzi, to co jest wytwarzane, jest apeiron.
Friedrich Nietzsche twierdził, że Anaksymander był pesymistą i że postrzegał wszystko przyszłe jako nieuprawnioną emancypację wiecznego istnienia, jako zło, które świat odpokutuje jedynie zniszczeniem. W związku z tym świat indywidualnych, określonych obiektów powinien rozpaść się w świat nieskończoności, ponieważ wszystko skończone, musi ostatecznie powrócić do nieskończoności. Jego koncepcje miały wielki wpływ na wielu filozofów, w tym Martina Heideggera.
Werner Heisenberg, któremu zawdzięczamy odkrycie mechaniki kwantowej, wysunął hipotezę, że elementarne cząstki mogą być postrzegane jako różne manifestacje, różne stany kwantowe, jednej i tej samej „pierwotnej substancji”. Z powodu podobieństwa tej koncepcji do hipotezy „pierwotnej substancji” Anaksymandra, współpracownik Heisenberga, Max Born, nazwał tę substancję apeironem.
Badacze zajmujący się innymi dziedzinami, m.in. Bertrand Russel i Maurice Bowra, nie zaprzeczali, że Anaksymander był pierwszym, który użył terminu apeiron ale twierdzili, że tajemniczy fragment mówiący o równowadze pomiędzy przeciwnymi siłami jako centrum rzeczywistości jest bliższy cytatowi przekazanemu nam przez Symplicjusza.
Istnieją również inne interpretacje, które próbują połączyć powyższe aspekty. Apeiron jest abstrakcją, pustką, czymś co nie może być opisane zgodnie z grecką, pesymistyczną wiarą w śmierć. Śmierć w istocie oznaczała „nicość”. Umarli żyli jako cienie i nie mogli powrócić do prawdziwego świata. Wszystko wytworzone z apeironu musiało do niego powrócić, zgodnie z zasadą powstawania-rozkładu. Istnieje wzajemne przyciąganie pomiędzy przeciwnymi sobie początkiem i rozkładem, pychą i sprawiedliwością. Istnienie samo z siebie niosło z sobą winę.
Idea, że fakt istnienia sam z siebie niesie ze sobą niezmywalną winę, jest grecka (Teognis 327) i ktokolwiek twierdzi, że nie dotyczy go ona, popełnia grzech pychy i stąd też staje się winny. Pierwsza połowa VI w. jest okresem wielkich społecznych nierównowag w Milecie, mieście-państwie, w którym żył Anaksymander. Jakakolwiek próba nadmiaru prowadzi do przesady a każda przesada musi być naprawiona. Wszystko to musi być spłacone, zgodnie z zasadą długu. Rzeczy same wymierzają sobie sprawiedliwość wraz z upływem czasu.
Sprawiedliwość musi zniszczyć wszystko co jest zrodzone. Nie istnieje zewnętrzna granica, która mogłaby powstrzymać aktywność człowieka, poza właśnie zniszczeniem. Pycha jest wyrazem chaotycznego elementu ludzkiego istnienia i w pewien sposób częścią cyklicznego mechanizmu zachowującego porządek, ponieważ daleko idąca pycha jest źródłem destrukcji, które jednocześnie jest przywracaniem na nowo porządku.

## Wpływ na grecką i zachodnią myśl filozoficzną
Możemy założyć, że sprzeczność pomiędzy dwoma różnymi interpretacjami wynika z tego, że Anaksymander połączył dwie odmienne tradycje myślenia. Pierwsza postrzega apeiron jako coś metafizycznego (i może prowadzić do monizmu), podczas gdy druga, skupiająca się na naprzemiennych zmianach i równowadze przeciwieństw jako na centralnym punkcie rzeczywistości, jest fizyczna. Ten sam paradoks miał miejsce w greckim sposobie myślenia. Grecy wierzyli, że każda indywidualność posiada nieskończone możliwości zarówno w mózgu, jak i w sercu. Perspektywa ta wymagała też od człowieka, by żył pełnią swoich sił. Ale jednocześnie istniała granica dla jego najbardziej agresywnych zapędów - pycha-niesprawiedliwość (hybris lub aidikia) mogła zaburzyć harmonię i równowagę. W takim wypadku sprawiedliwość (dike) zniszczyłaby takiego człowieka, aby przywrócić porządek. Te koncepcje są oczywiste w pismach późniejszych greckich filozofów. Filolaos z Tarentu (V w. p.n.e.) wspomina, że natura utworzyła i jest złączona ze światem z nieskończoności (gr. ἄπειρα apeira, l. mn. od apeiron) i skończoności. Wszystko co istnieje w świecie zawiera cząstkę nieskończoności (apeiron) i skończoności. Coś podobnego jest wspomniane przez Platona: nic nie może istnieć, jeśli nie zawiera ciągle i jednocześnie skończoności i nieskończoności, określoności i nieokreśloności.
Niektóre doktryny istniejące w myśli zachodniej wciąż zawierają niektóre z tych pierwotnych koncepcji: „Postanowione ludziom raz umrzeć”, „Śmierć jest powszechnym długiem”. Grecki wyraz adikia (niesprawiedliwość) przekazuje, że ktoś działał poza swoją własną sferą, nie szanując sfery swojego sąsiada. Stąd też popełnia on hybris. Odpowiednie angielskie słowo arrogance (żądanie czegoś jako swego bez uzasadnienia – łac. arrogare) jest bardzo bliskie oryginalnemu znaczeniu: „Niczego w nadmiarze”.

## Inne przedsokratejskie koncepcje apeironu
Inni przedsokratejscy myśliciele mieli różne teorie na temat apeironu. Dla pitagorejczyków (w szczególności dla Filolaosa) Wszechświat miał swój początek jako apeiron, ale w pewnym momencie wciągnął pustkę z zewnątrz, wypełniając kosmos bąblami próżni, które podzieliły świat na wiele różnych części. Dla Anaksagorasa początkowy apeiron zaczął obracać się coraz szybciej wokół własnej osi pod kontrolą boskiego Nous (Umysłu) aż wielka prędkość obrotu rozerwała wszechświat na wiele fragmentów. Jednakże, skoro wszystkie indywidualne byty miały swój początek w tym samym apeironie, wszystkie rzeczy muszą zawierać cząstki wszystkich innych rzeczy - na przykład drzewo musi zawierać również maleńkie elementy rekinów, księżyców i ziaren piasku. To też tłumaczy, w jaki sposób jeden obiekt może być przemieniony w inny - każda bowiem rzecz zawiera każdą inną rzecz w zalążku.